# Macaca nigra
Macaca nigra (Макака чубатий) — вид приматів з роду Макака (Macaca) родини Мавпові (Cercopithecidae).

## Опис
Деякі особини цього виду мають тільки дуже короткий рудиментарний хвіст. І хутро і безволосе лице повністю чорні. Очі червоно-коричневі. Волосся на тілі досить гладке, хоча на голові утворюється панкоподібний гребінь. Довжина голови і тіла самців: 48-60 см, самиць: 44-55 см, довжина хвоста: 1-3 см, вага самців: 5,9-10,4 кг, вага самиць: 3,6-5,5 кг.

## Поширення
Цей вид зустрічається на північному сході Сулавесі, Індонезія. Існує значне введене населення на Пулау Бачан на Молуккських островах (Індонезія). Цей вид зустрічається в тропічних лісах при помірних висотах. 

## Поведінка
Плодоїдний, але також їсть незріле листя, членистоногих, стебла недавно квітучих рослин і с.г. культур (фрукти, овочі, кукурудза). M. nigra до їх занепаду в дикій природі часто бачили в групах до 100 особин, нині (2005) живе в невеликих групах. Споживає інжир, інші фрукти, рослинність, комах і дрібних тварин, таких як миші, краби і ящірки. Іноді їжа не їсться відразу, а зберігається в защічних мішках на деякий час. Особи в групі підтримують відносини, доглядаючи один одного і спілкуючись усно. Дорослі самці "позіхають", щоб показати їх великі ікла, затвердити домінування і уникнути конфлікту.

## Життєвий цикл
Розмноження не є сезонним і тому відбувається в будь-який час року. Самиці монополізовані панівним самцем групи, і після вагітності строком п'яти з половиною місяців народжується одна дитина. Потомство досягає статевої зрілості в чотири-шість років, тривалість життя до 25 років.

## Загрози та охорона
Існує велика втрата середовища існування в межах ареалу виду. Полювання на м'ясо також являє собою серйозну загрозу. Деяких тварин також полонять задля торгівлі живими тварини.  Підсічно-вогневе землеробство місцевими громадами є що-більшою загрозою. Відкрите добування золота із застосуванням ртуті є регіональною загрозою.
Цей вид входить в Додаток II СІТЕС. Зустрічається в декількох охоронних районах (Gunung Lokon, Gunung Amban,Tangkoko Batuangus, Dua Saudara, and Batu Putih).

## Історія із автопортретом

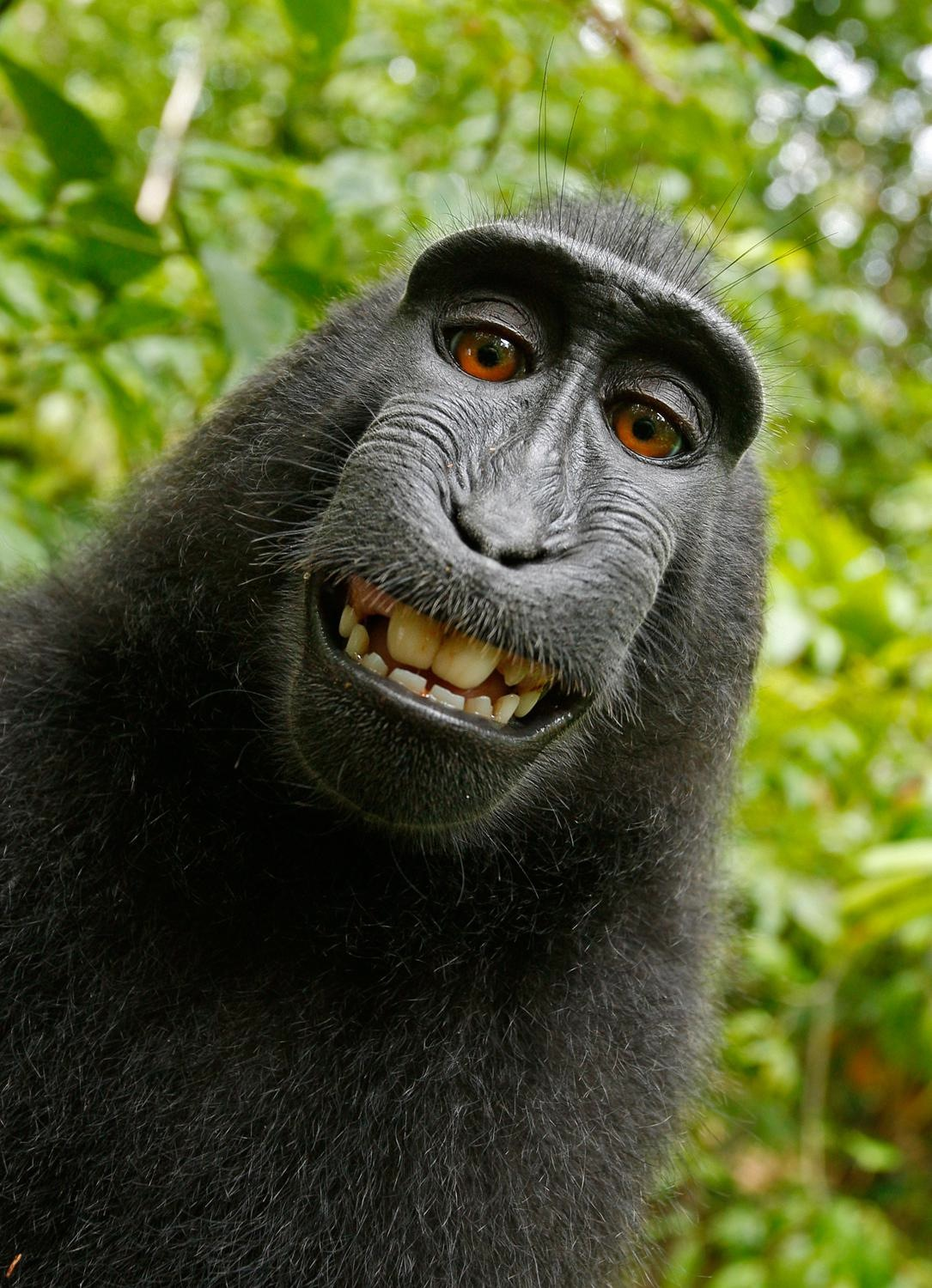
Автопортрет чубатого макаки

У 2011 році британський фотограф-натураліст Девід Слейтер під час подорожі в джунглях Сулавесі робив серію фотографій чубатих макак. Несподівано для нього мавпи заволоділи камерою і змогли зробити ряд знімків. Деякі з таких фотографій вийшли вдалими і були викладені мандрівником для огляду в Інтернеті. Випадок отримав додатковий розголос через те, що ці фотографії були використані для ілюстрації статей у Вікіпедії (в тому числі і в даній статті), що породило дискусію про те, кому належать авторські права на знімки. .